# 阿巴蒂亚
阿巴蒂亚（葡萄牙語：Abatiá）是巴西巴拉那州的一个市镇。总面积229.083平方公里，总人口7965人，人口密度34.8人/平方公里。